# Mascotte olimpica
A partire dai X Giochi olimpici invernali di Grenoble (Francia), i Giochi olimpici hanno una mascotte, di solito un animale nativo dell'area o anche una figura umana che rappresenta la cultura del paese ospitante l'evento.
Oggi le mascotte sono molto importanti perché permettono, con la vendita di vari oggetti a loro legati, grossi introiti per l'organizzazione dei giochi.

## Elenco dimascotteolimpiche

Neve e Gliz, Torino 2006

- Giochi della X Olimpiade, Los Angeles (1932)
  - Smoky, un cane di razza mista, attualmente unica mascotte ad essere stata un animale vero.
- X Giochi olimpici invernali, Grenoble (1968)
  - Schuss, uno sciatore stilizzato
- Giochi della XX Olimpiade, Monaco di Baviera (1972)
  - Waldi, un cane di razza bassotta dachschund, molto popolare in Baviera, che rappresenta gli attributi richiesti a un atleta, resistenza, tenacia e agilità, ed è colorato in colori tenui a testimoniare la gioia delle Olimpiadi (le quali però saranno funestate dal massacro degli atleti israeliani)
- XII Giochi olimpici invernali, Innsbruck (1976)
  - Schneemann, un pupazzo di neve rappresentante la semplicità nei Giochi Olimpici
- Giochi della XXI Olimpiade, Montréal (1976)
  - Amik, un castoro, uno dei simboli nazionali del Canada, usato anche per simboleggiare il duro lavoro richiesto per eccellere nello sport
- XIII Giochi olimpici invernali, Lake Placid (1980)
  - Roni the raccoon, un procione
- Giochi della XXII Olimpiade, Mosca (1980)
  - Miša, un orso bruno, disegnato dall'illustratore di libri per bambini Viktor Čižikov
- XIV Giochi olimpici invernali, Sarajevo (1984)
  - Vuchko, un piccolo lupo
- Giochi della XXIII Olimpiade, Los Angeles (1984)
  - Sam the Eagle, un'aquila reale, simbolo degli Stati Uniti d'America, disegnato da Robert Moore della Walt Disney Company con le fattezze di un altro popolare simbolo, lo zio Sam
- XV Giochi olimpici invernali, Calgary (1988)
  - Howdy e Hidy, due orsi polari che rappresentano l'ospitalità dei canadesi.
- Giochi della XXIV Olimpiade, Seul (1988)
  - Hodori e Hosuni, due tigri (Hodori è il maschio, Hosuni la femmina), molto comuni in numerose leggende coreane, e il cappello tradizionale di Hodori ha un nastro che forma la S di Seoul
- XVI Giochi olimpici invernali, Albertville (1992)
  - Magique, un folletto a forma di stella
- Giochi della XXV Olimpiade, Barcellona (1992)
  - Cobi, un cane pastore catalano disegnato da Javier Mariscal in chiave cubista
- XVII Giochi olimpici invernali, Lillehammer (1994)
  - Haakon e Kristin, due bambini norvegesi vestiti con costumi tradizionali
- Giochi della XXVI Olimpiade, Atlanta (1996)
  - Izzy, diminutivo di Whatizit, da what is it = che cos'è, simile a un bruco blu con i 5 anelli olimpici nella coda, una figura astratta diventata molto popolare negli Stati Uniti d'America
- XVIII Giochi olimpici invernali, Nagano (1998)
  - Gli Snowlets - Sukki, Nokki, Lekki e Tsukki, quattro gufi che ricordano le quattro principali isole giapponesi e gli anni che intercorrono tra due Olimpiadi
- Giochi della XXVII Olimpiade, Sydney (2000)
  - Olly (parola sottolineata) un uccello kookaburra, Syd. (scritto con punto) un ornitorinco e Millie, un'echidna, sono i tre animali nativi dell'Australia scelti come mascotte dei Giochi Olimpici di Sydney 2000. Questi animali australiani rappresentano l'aria e l'acqua e la terra, mentre i nomi ricordano l'Olimpiade, la città di Sydney e il nuovo Millennio
- XIX Giochi olimpici invernali, Salt Lake (2002)
  - Powder, una lepre bianca rappresentante la velocità
  - Copper, un coyote rappresentante il coraggio
  - Coal, un orso bruno rappresentante la resistenza
  - tutti e tre ricordano anche il motto olimpico (in latino): citius, altius, fortius.
- Giochi della XXVIII Olimpiade, Atene (2004)
  - Athena e Phevos, fratello e sorella, che richiamano nella forma le “daidala”, tipiche bambole di terracotta a forma di campana dell'antica Grecia.
- XX Giochi olimpici invernali, Torino (2006)
  - Neve e Gliz una pallina di neve e un cubetto di ghiaccio, gli elementi essenziali per lo svolgimento di un'Olimpiade Invernale
- Giochi della XXIX Olimpiade, Pechino (2008)
  - I Friendlies (Fuwa): sono bambole della fortuna opera di Han Meilin nei cinque colori olimpici associati a un animale della Cina e a un elemento naturale
    - Beibei, un pesce, blu, acqua
    - Jingjing, un panda, nero, metallo
    - Huanhuan, la fiamma olimpica, rosso, fuoco
    - Yingying, un'antilope tibetana, giallo, terra
    - Nini, una rondine, verde, legno

  - Insieme i nomi delle cinque mascotte formano la frase Beijing huan ying ni, che significa "Pechino vi dà il benvenuto"
- XXI Giochi olimpici invernali, Vancouver (2010)
  - Miga, Quatchi e Mukmuk, tre animali diffusi in Canada.
- Giochi della XXX Olimpiade, Londra (2012)
  - Wenlock, un umanoide con un occhio solo, che ha tre ciuffi in testa a simboleggiare il podio, un disegno in fronte che ricorda la forma dello Stadio Olimpico della capitale, e indossa cinque braccialetti con i colori dei cinque cerchi. Il nome è quello di una società che a metà Ottocento organizzò una competizione simile alle Olimpiadi.
- XXII Giochi olimpici invernali, Soči (2014)
- Per scegliere le mascotte dei Giochi olimpici il comitato organizzatore ha istituito un concorso. Una giuria di esperti ha valutato gli oltre 24 000 disegni ricevuti e tra tutti questi ha scelto una lista di mascotte che è successivamente stata oggetto di una votazione pubblica nel corso di un programma televisivo. Le mascotte vincitrici sono state:
  - Bely Mishka, un orso polare
  - Snow Leopard, un leopardo dell'Amur
  - Zaika, una lepre delle nevi
- Giochi della XXXI Olimpiade, Rio de Janeiro (2016)
  - Vinicius, un animale antropomorfo, è ispirato alla fauna brasiliana e la rappresenta. Il nome, scelto tramite sondaggio, deriva dal poeta e compositore brasiliano Vinícius de Moraes
- XXIII Giochi olimpici invernali, Pyeongchang (2018)
  - Soohorang, una tigre bianca
- Giochi della XXXII Olimpiade, Tokyo (2020)
  - Miraitowa, un robot
- XXIV Giochi olimpici invernali, Pechino (2022)
  - Bing Dwen Dwen, un panda
- Giochi della XXXIII Olimpiade, Parigi (2024)
  - Phryge, un berretto frigio
- XXV Giochi olimpici invernali, Milano e Cortina d'Ampezzo (2026)
  - Tina e Milo, un ermellino